# Droga Jubileuszowa

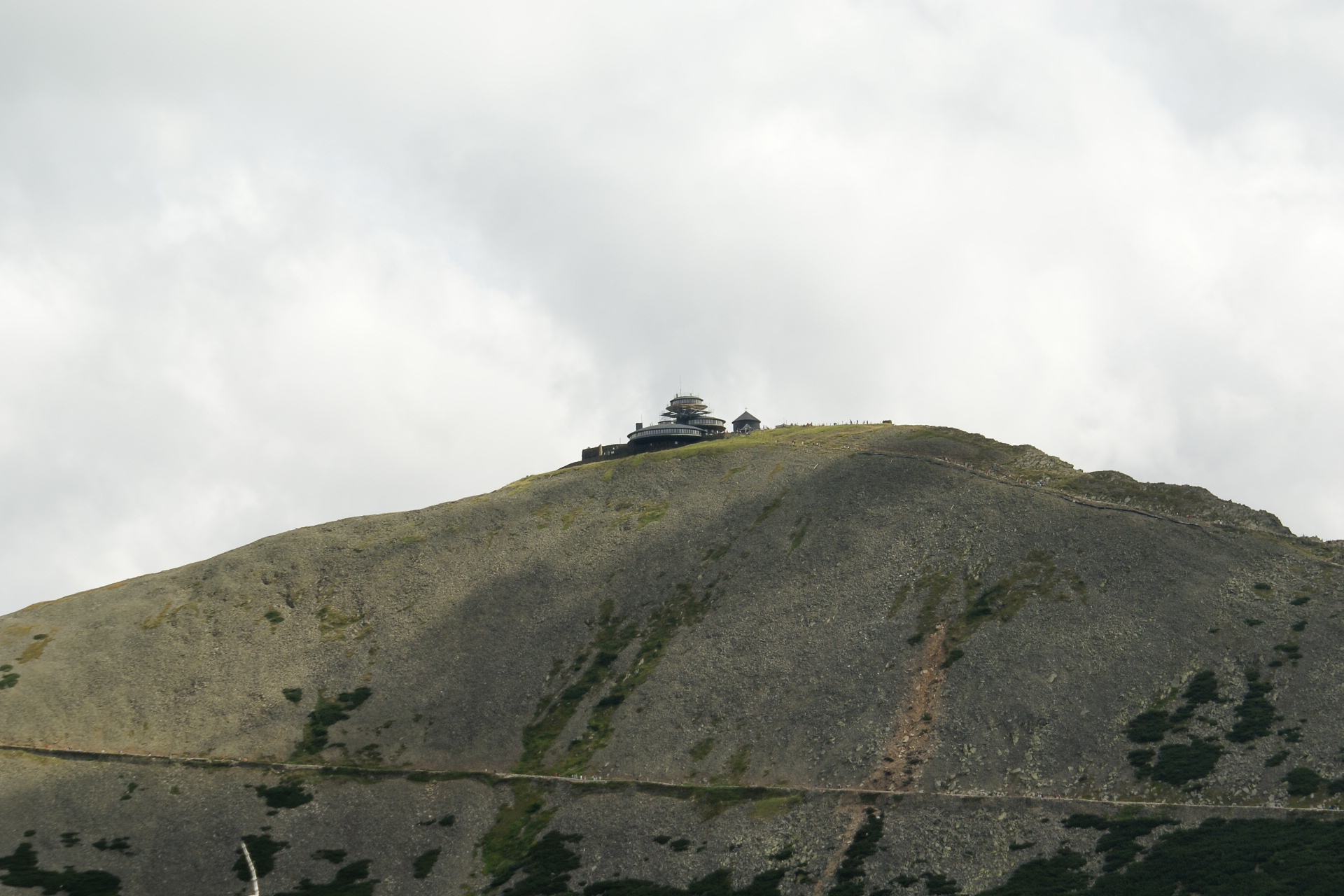
Śnieżka z wyraźnie widoczną Drogą Jubileuszową

Droga Jubileuszowa (niem. Jubiläumweg) – wyłożona kamienną kostką jezdna droga dojazdowa z Przełęczy pod Śnieżką na Śnieżkę biegnąca początkowo północnym a przed samym szczytem południowym stokiem Śnieżki, częściowo po polskiej a częściowo po czeskiej stronie. Długość drogi wynosi ok. 1,4 kilometra, a różnica wzniesień ok. 210 metrów. Droga biegnie trawersem przez zbocze pokryte gołoborzami.

## Historia
Drogę wybudowano w roku 1905 z okazji dwudziestopięciolecia Towarzystwa Karkonoskiego i w momencie powstania uważana była za osiągnięcie techniczne. Pierwotnie na kilku odcinkach posiadała schody, które zniwelowano dopiero w czasie II wojny światowej, a obecny wygląd droga zyskała w 1967 roku.

## Szlaki turystyczne
Drogą jubileuszową na odcinku od Schroniska Górskiego „Dom Śląski” do granicy Polski biegnie szlak  niebieski, od granicy na szczyt szlak  czerwony, Droga Przyjaźni Polsko-Czeskiej.